# Plat beemdgras
Plat beemdgras (Poa compressa) is een grijsgroene, overblijvende plant, die behoort tot de grassenfamilie (Poaceae). De plant komt van nature voor in Eurazië en is van daaruit verspreid naar Noord- en Zuid-Amerika en Australië.
De plant wordt 20-80 cm hoog en vormt kruipende, witte wortelstokken. De vier- tot zesknopige, opstijgende, scherpe of stomp tweekantige stengel is van boven sterk afgeplat en aan de voet geknikt. De bladscheden zijn sterk samengedrukt. De bovenste bladscheden zijn meestal langer dan het blad. Het tongetje is 1-2 mm lang.
Plat beemdgras bloeit in juni en juli met grijsgroene, smalle, tot 10 cm lange pluimen. De takken zijn kort en stijf. In de onderste kransen staan één tot vier takken bij elkaar. De 5,7 mm lange aartjes hebben drie tot zes bloempjes. De kelkkafjes en kroonkafjes zijn ongeveer 2,6 mm lang. De onderste kroonkafjes hebben geen of weinig haarwolharen en de gedroogde onderste kroonkafjes hebben geen uitspringende nerven.
De vrucht is een graanvrucht.

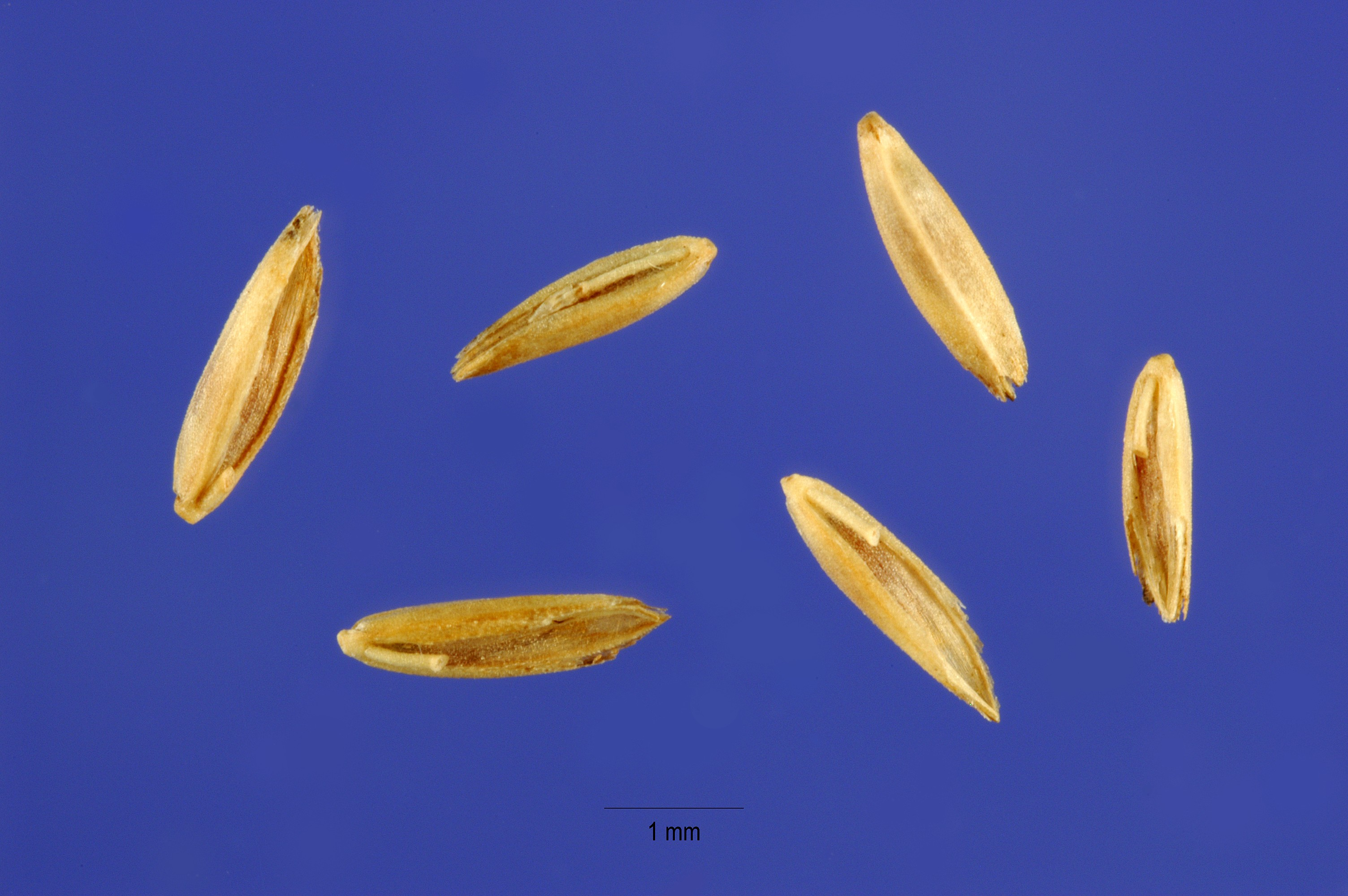
Vruchten

De plant komt voor op oude muren, langs wegen en op droge, kalkhoudende, stenige grond.

## In andere talen
- Duits: Platt Halmrispengras
- Engels: Flattened meadow-grass, Canada bluegrass
- Frans: Paturin comprimé, Paturin bleu du Canada